# BoJack Horseman
BoJack Horseman is een Amerikaanse tragikomische animatieserie. Het volledige eerste seizoen ging op 22 augustus 2014 in première op Netflix, gevolgd door een tweede seizoen op 17 juli 2015 en een derde seizoen op 22 juli 2016. Het vierde seizoen kwam uit op 8 september 2017. Op 14 september 2018 werd dit opgevolgd met een vijfde seizoen.

## Verhaal
In de jaren 80 en 90 was BoJack Horseman de ster van de sitcom Horsin' Around. Vijfentwintig jaar later zit zijn carrière in het slop. BoJack gaat tot het uiterste om zijn comeback te maken in Hollywood, maar zinkt alleen maar dieper weg in een ellendige midlifecrisis. Hij bevindt zich in een knipperlicht relatie met Princess Carolyn, die tevens zijn agent is. Werk voor BoJack vinden is echter erg moeilijk voor haar omdat hij constant onder invloed is en worstelt met zijn emoties. Daarnaast is BoJack erg sarcastisch en snerend en haat hij over het algemeen iedereen om hem heen. BoJack wil zijn memoires schrijven om eindelijk weer relevant te worden in de ogen van het publiek, maar schrijven is niet zijn sterkste kant. Princess Carolyn en zijn uitgever besluiten om een ghostwriter in te huren die het boek voor BoJack zal schrijven. Deze Diane Nguyen leert BoJack zeer goed kennen en blijft aan als een van de hoofdpersonen in de serie.

## Personages
- BoJack Horseman (Will Arnett), een paard. Hij is de voormalige ster van de sitcom Horsin' Around, maar nu slijt hij zijn dagen als een verbitterde misantroop.
- Diane Nguyen (Alison Brie), een mens. Ze wordt door BoJack ingehuurd als ghostwriter voor zijn memoires. Diane heeft een relatie  met Mr. Peanutbutter. Ze is van Vietnamese afkomst en heeft een zeer moeizame relatie met haar familie. Ze worstelt net als BoJack met haar emoties en zoektocht naar geluk.
- Mr. Peanutbutter (Paul F. Tompkins), een gele labrador. Hij is de voormalige ster van de sitcom Mr. Peanutbutter's House, een rivaal van Horsin' Around. Mr. Peanutbutter is altijd vrolijk, vriendelijk, energiek en wordt door iedereen geliefd, met uitzondering van BoJack.
- Princess Carolyn (Amy Sedaris), een roze kat. Ze is zowel de zaakwaarnemer als de ex-vriendin van BoJack. Ze nadert de 40 en is single. Ze heeft er moeite mee om te accepteren dat ze wellicht nooit een echtgenoot zal vinden om kinderen mee te hebben.
- Todd Chavez (Aaron Paul), een mens. Hij is de werkloze huisgenoot van BoJack en werkt hem constant op zijn zenuwen. Todd wordt snel afgeleid en heeft vaak wilde avonturen die door anderen vrijwel nooit opgemerkt worden.

### Bijpersonages
- Wanda Pierce (Lisa Kudrow), een uil. Ze is een producent die 30 jaar lang in coma heeft gelegen en het hoofd van een tv-zender wordt.
- Herb Kazzaz (Stanley Tucci), een mens. Hij is de maker van Horsin' Around en de verantwoordelijke voor BoJacks succes. Nadat de show ophield werd de relatie tussen BoJack en Herb vertroebeld en ze hebben elkaar al jaren niet gezien.
- Charlotte Moore (Olivia Wilde), een hert. Ze was een goede vriendin van Herb en BoJack voordat ze Horsin' Around begonnen. Hoewel BoJack haar erg mocht heeft hij haar ook al jaren niet meer gesproken.
- Sarah Lynn (Kristen Schaal), een mens. In Horsin' Around speelde ze BoJack's jongste adoptiedochter en was ze de publiekslieveling. Daarna werd ze een beroemde popzangeres met pikante videoclips, vermoedelijk een parodie op de carrière van Miley Cyrus.
- Bradley Hitler-Smith (Adam Conover), een mens. In Horsin' Around speelde hij BoJack's adoptiezoon. Zijn catchphrase werd vaak beantwoord met pijnlijke stiltes.
- Joelle Clarke (Alison Brie), een mens. In Horsin' Around speelde ze BoJack's oudste adoptiedochter. Sindsdien heeft ze een Brits accent aangeleerd.
- Butterscotch Horseman (Will Arnett), een paard. Hij is de buitengewoon slechte vader van BoJack.
- Beatrice Horseman (Wendie Malick), een paard. Ze is de buitengewoon slechte moeder van BoJack.
- Kelsey Jannings (Maria Bamford), een mens. Ze is een zeer sarcastische regisseur en werkt meerdere keren samen met BoJack, die wanhopig probeert aardig gevonden te worden door haar.
- Lenny Turteltaub (J.K. Simmons), een schildpad. Hij is een filmproducent en gebruikt constant stereotype Joodse uitdrukkingen die hij bovendien verkeerd gebruikt. BoJack geeft ook eens aan dat hij er aan twijfelt of Lenny wel echt Joods is.
- Rutabaga Rabbitowitz (Ben Schwartz), een konijn. Hij is een collega bij het bedrijf van Princess Carolyn. Hij werkt graag met Princess Carolyn samen en geeft meerdere keer aan al zijn andere collega's te minachten.
- Sebastian St. Clair (Keegan-Michael Key), een sneeuwluipaard. Hij is een avontuurlijke filantroop die graag met zijn heldendaden pronkt.
- Tom Jumbo-Grumbo (Keith Olbermann), een walvis. Hij is de sensationalistische televisiepresentator van MSNBSea. Wanneer hij boos wordt blaast hij water uit zijn spuitgat en als de autocue hem niet bevalt kaffert hij zijn assistent Randy die buiten beeld staat uit.
- Pinky Penguin (Patton Oswalt), een pinguïn. Hij is de straatarme uitgever van BoJack's memoires. Het gaat zo slecht met zijn bedrijf dat hij regelmatig moet onderduiken.
- Mr. Whiterspoon (Stephen Colbert), een kikker. Hij is de baas van Princess Carolyn.
- Charley Witherspoon (Raphael Bob-Waksberg), een kikker. Hij is de zoon van Mr. Whiterspoon en de zeer klunzige assistent van Princess Carolyn.
- Erica, een vriendin van Mr. Peanutbutter die nooit in beeld is. Iedere keer wanneer Mr. Peanutbutter in gesprek is met iemand bij een bijeenkomst kapt hij opeens het gesprek af omdat hij Erica ziet staan.
- Jessica Biel (Jessica Biel), de ex van Mr. Peanutbutter. Ze is zeer arrogant en herinnert iedereen er constant aan dat zij de bekende actrice Jessica Biel is.

## Muziek
De beginmuziek wordt verzorgd door Patrick Carney van The Black Keys. De eindmuziek wordt verzorgd door Grouplove.

## Afleveringen

### Seizoen 1
Alle afleveringen van het eerste seizoen werden op 22 augustus 2014 door Netflix gepubliceerd.
1. Bojack Horseman: The Bojack Horseman Story, Chapter One
2. Bojack Hates the Troops
3. Prickly-Muffin
4. Zoës and Zeldas
5. Live Fast, Diane Nguyen
6. Our A-Story is a "D" Story
7. Say Anything
8. The Telescope
9. Horse Majeure
10. One Trick Pony
11. Downer Ending
12. Later

### Seizoen 2
Alle afleveringen van het tweede seizoen werden op 17 juli 2015 door Netflix gepubliceerd.
1. Brand New Couch
2. Yesterdayland
3. Still Broken
4. After the Party
5. Chickens
6. Higher Love
7. Hank After Dark
8. Let's Find Out
9. The Shot
10. Yes And
11. Escape From L.A.
12. Out to Sea

### Seizoen 3
Alle afleveringen van het derde seizoen werden op 22 juli 2016 door Netflix gepubliceerd.
1. Start Spreading the News
2. The BoJack Horseman Show
3. BoJack Kills
4. Fish Out of Water
5. Love And/Or Marriage
6. Brrap Brrap Pew Pew
7. Stop the Presses
8. Old Acquaintance
9. Best Thing That Ever Happened
10. It's You
11. That's Too Much, Man!
12. That Went Well

### Seizoen 4
Alle afleveringen van het vierde seizoen werden op 8 september 2017 door Netflix gepubliceerd.
1. See Mr. Peanutbutter Run
2. The Old Sugarman Place
3. Hooray! Todd Episode!
4. Commence Fracking
5. Thought and Prayers
6. Stupid Piece of Sh*t
7. Underground
8. The Judge
9. Ruthie
10. lovin that cali lifestyle!!
11. Time's Arrow
12. What Time Is It Right Now

### Seizoen 5
Alle afleveringen van het vijfde seizoen werden op 14 september 2018 door Netflix gepubliceerd.
1. The Light Bulb Scene
2. The Dog Days Are Over
3. Planned Obsolescence
4. BoJack the Feminist
5. The Amelia Earheart Story
6. Free Churro
7. INT. SUB
8. Mr. Peanutbutter's Boos
9. Ancient History
10. Head in the Clouds
11. The Showstopper
12. The Stopped Show

### Seizoen 6
De eerste 8 afleveringen van het zesde en laatste seizoen werden door Netflix op 25 oktober 2019 gepubliceerd. Afleveringen 9 tot en met 16 werden op 31 januari 2020 online gezet. 
1. A Horse Walks into a Rehab
2. The New Client
3. Feel-Good Story
4. Surpirse!
5. A Little Uneven, is All
6. The Kidney Stays in the Picture
7. The Face of Depression
8. A Quick One, While He's Away
9. Intermediate Scene Study w/ BoJack Horseman
10. Good Damage
11. Sunk Cost and All That
12. Xerox of a Xerox
13. The Horny Unicorn
14. Angela
15. The View from Halfway Down
16. Nice While it Lasted

### Specials
Een kerstaflevering werd op 19 december 2014 door Netflix gepubliceerd.
1. Sabrina's Christmas Wish

## Ontvangst
BoJack Horseman werd aanvankelijk met gemengde gevoelens ontvangen. Halverwege het eerste seizoen werden de recensies positiever en vooral de daaropvolgende seizoenen kregen hoge beoordelingen. Op Rotten Tomatoes scoort het eerste seizoen van BoJack Horseman 60%, het tweede en derde seizoen 100%. Zowel op IMDb als TV.com wordt BoJack Horseman met een 8,4 beoordeeld.